# Dário Monteiro
Dário Alberto Jesus Monteiro est un footballeur international mozambicain né le 27 février 1977 à Maputo. Il est attaquant.